# M15反坦克地雷

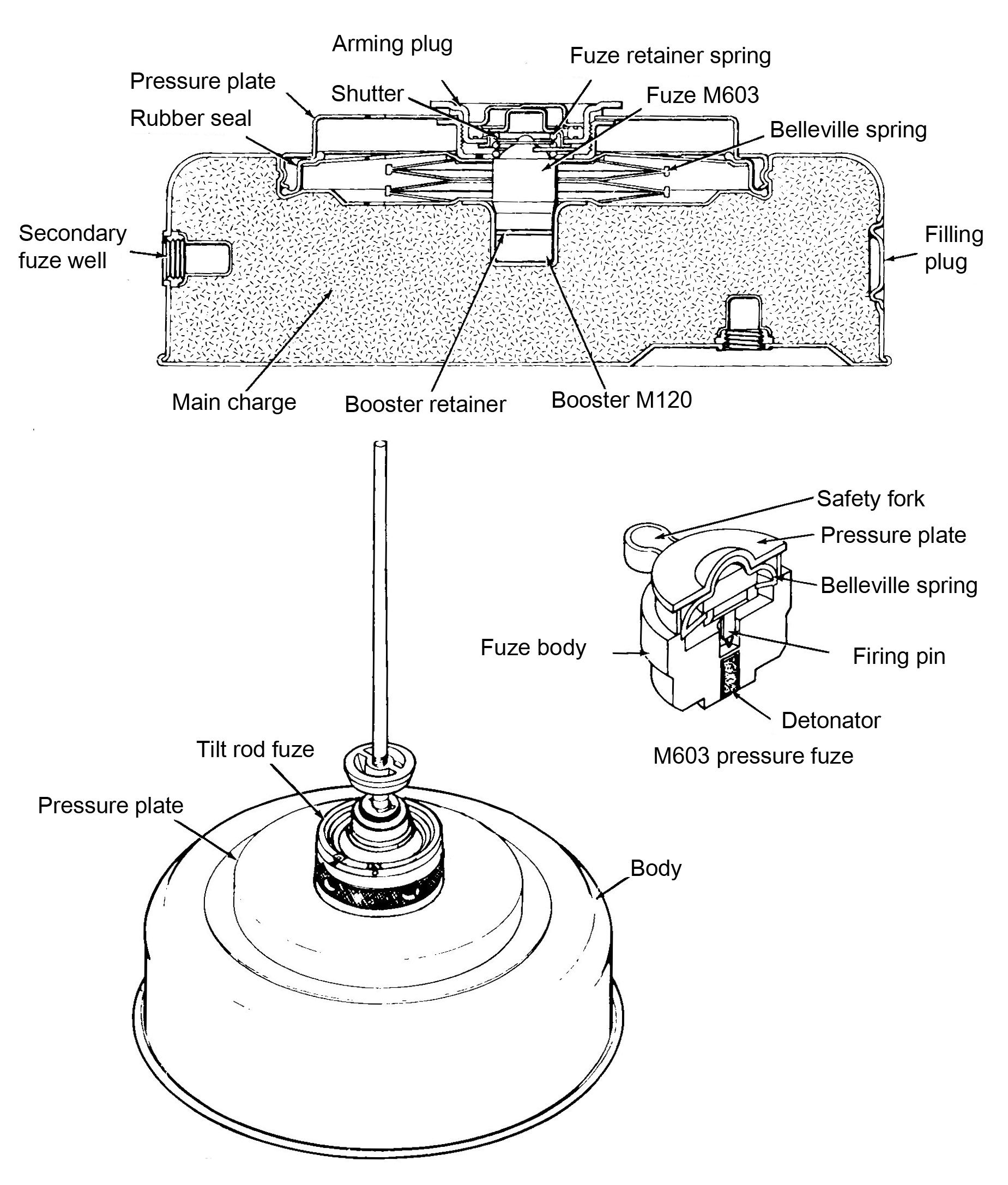
一枚M15反坦克地雷和一根M603引信的剖視圖，以及安裝了M624斜桿式引信的反坦克地雷外觀。

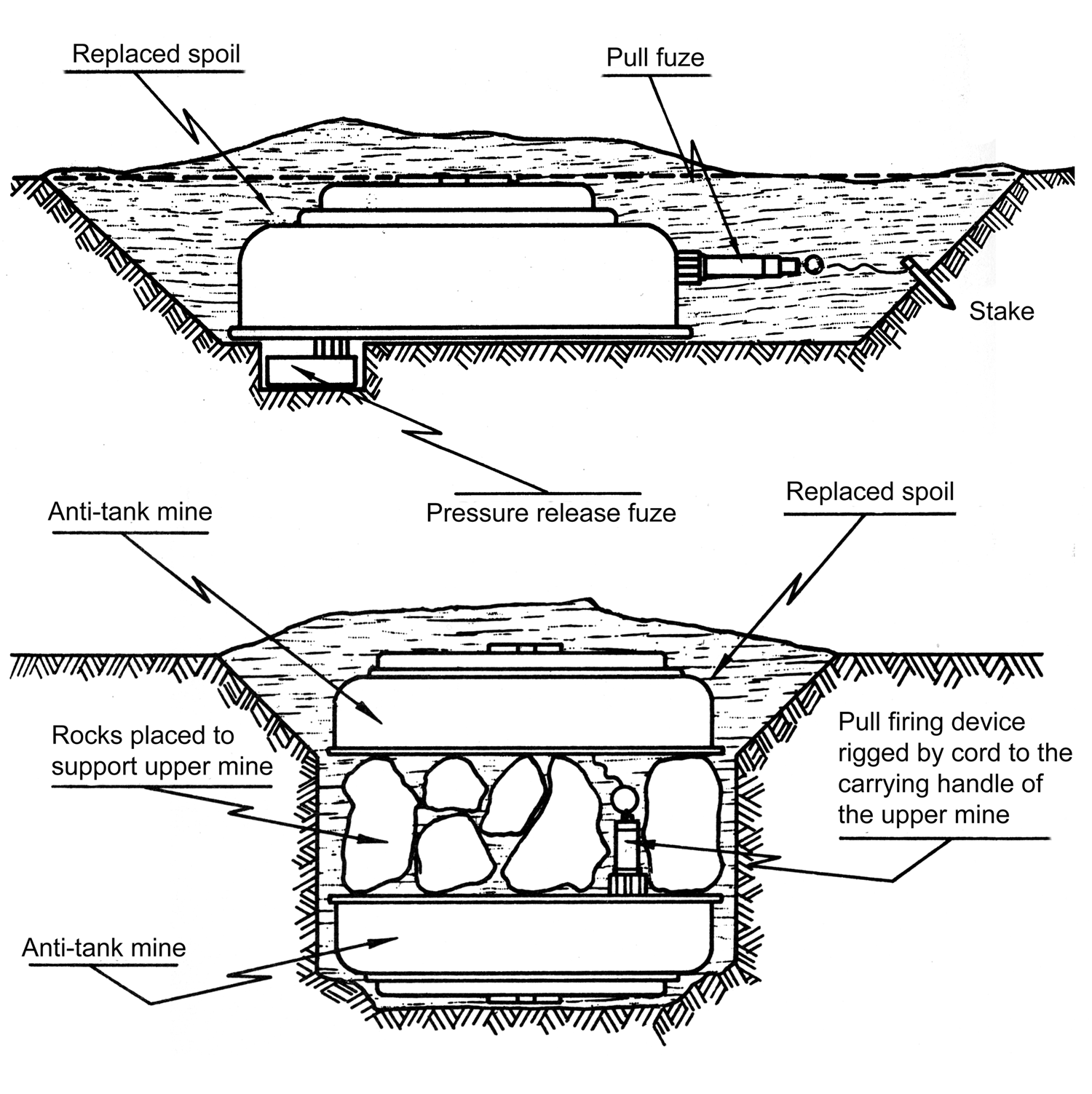
M15反坦克地雷的針對防排雷裝置用途的典型配置。
上圖顯示了一個拉動式引信擰入了在地雷一側的次要引信插口處。此外，隱藏在地雷以下的另一個引信插口也已經擰入了M5反舉升裝置。一個沒有經驗的除雷員可能會檢測到並再插上拉動式保險針，但是當他舉起地雷時，會因觸發了下方的M5壓力釋放擊發裝置而被炸死。
下圖顯示了兩枚反坦克地雷藉由安裝在頂部地雷提把的帘線相連接。該帘線連接到安裝在底部地雷的次要引信插口的拉動引信。

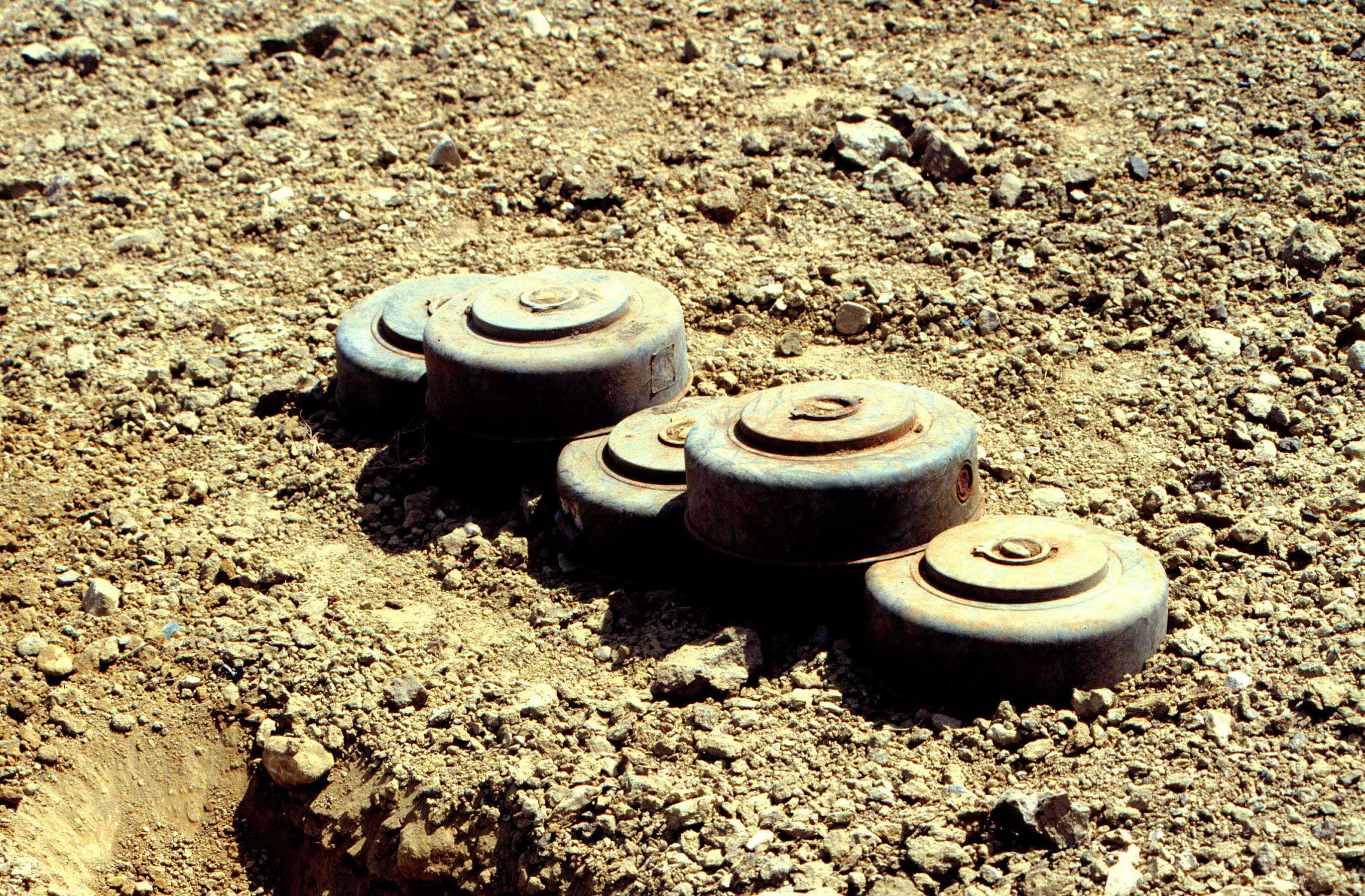
正等待銷毀的五枚M15反坦克地雷（從古巴地雷陣掘出）。前兩枚地雷更可看見其額外引信孔。

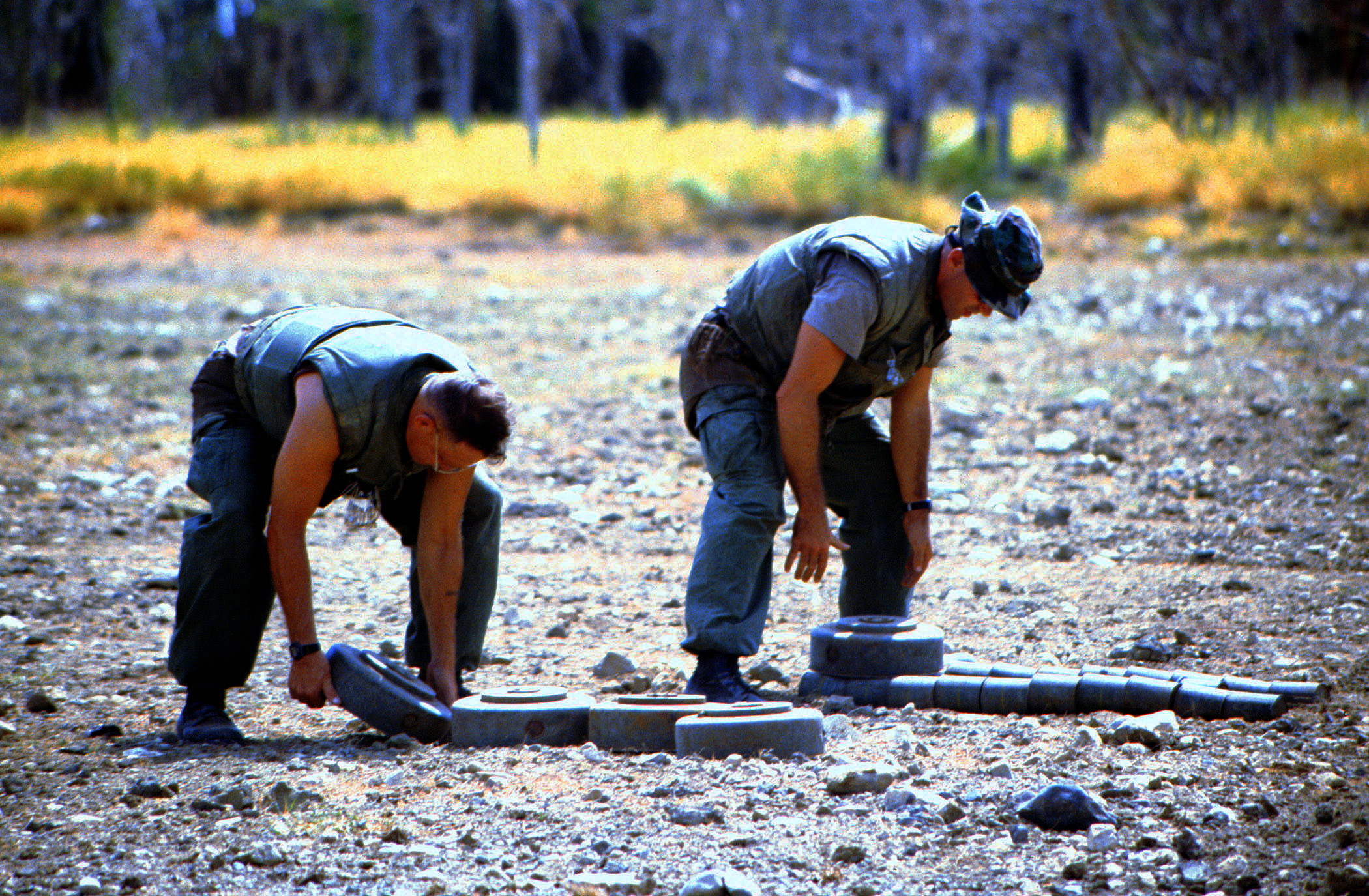
從古巴地雷陣拆除以後正被堆放處置的M15地雷。圖中顯示其中三枚在旁邊的額外引信孔。

M15反坦克地雷（英語：M15 Anti-tank mines）是一种大型圓形美国反坦克爆破式地雷，在朝鲜战争期間首次部署。從本質上講，它是它所取代的M6A2反坦克地雷的放大版本。儘管M15已經被M19反坦克地雷（一款更為現代化設計、使用塑料外殼的金屬最小化地雷）所取代，因為它們仍然被視為可靠和有效的武器，美國仍保留大量M15反坦克地雷的庫存。
在對主戰坦克使用時，M15主要是用作“履帶破壞器”，這會造成機動擊殺，但對乘員造成傷亡的可能性較小。然而，在對較輕的車輛，例如装甲运兵车或無裝甲車輛（例如卡車）使用時，其造成的損失將要嚴重得多。

## 描述
M15反坦克地雷是由一個大型圓形不鏽鋼外殼，配裝了中央壓力板而成的。在壓力板的中心是M4起爆插件，插件裝有一條武裝槓桿，可被設置為“起爆”（ARMED）或“保險”（SAFE）。壓力板位置於碟形彈簧以上，而這也反過來直接置於M603引信的正上方。當足夠的向下壓力被施加到壓力板（即是當車輛的驅動器置於其上的話），其六角彈簧會被壓縮。這個動作的壓力會轉移到M603引信，使其擊發並且引發爆炸。因為這個地雷具有金屬外殼，即使是使用最基本的地雷探測器，這也是很容易就找到它的。然而，一個複雜的因素是由其兩個次要引信插口所構成的。這使得要安裝防排雷裝置：一個裝在地雷的側面，而另一個在下面。此外，包含M15反坦克地雷的地雷陣還可能含有各種不同類型的金屬最小化反步兵地雷（例如：VS-MK2、SB-33、TS-50、PMA-2或PMA-3），其特別設計為難以使用金屬地雷探測器所發現的。

## 觸發引信
M15反坦克地雷原本的打算是配備M600單衝式引信，其中含有裝載了液態炸藥的玻璃安瓿。不幸的是，M600引信對溫度變化敏感，因而較不可靠。例如，嚴寒會令液體凍結導致地雷惰性化，而溫度高於50攝氏度更可能導致引信突然自爆。正如本來就有的問題事實是，M600引信的固有不穩定性，使排除它們也是危險的事，特別是已經被保持在存儲有一段時間以後。
由於這些缺陷，大約1953年，M600化學引信被除役並且由M603單衝式引信，一種使用機械式觸發機制（即是碟形彈簧）的引信取代。M603引信具有方便處理的內置式保險，並因而更為可靠。除了標準型M603引信以外，還可使用兩個額外引信：M624斜桿式引信（能提供全寬度打擊能力）和M608雙衝式引信。M624引信需要3.75磅的壓力來移動該傾斜桿，並在它一旦傾斜超過20度時將反坦克地雷引爆。M608雙脈衝引信讓地雷不會在第一輛車輛（坦克）駛過它時就立即引爆，但當第二輛車輛（例如一輛装甲运兵车或者卡車牽引式榴弹炮）跟隨著第一輛車輛的軌跡駛過它時將自身起爆以引爆地雷，不管這是數秒、數小時甚至數個星期以後才可能發生的事件。裝上了M608雙脈衝引信的地雷當設置在位於地雷陣的外側邊緣的時候特別有用，因為這給坦克安全的錯覺。一個例子是一輛領頭坦克可以駛過30枚裝有雙脈衝引信地雷而不起爆其中任何一個。這可引誘坦克深進地雷陣，直到最終在地雷陣深處觸發了裝有M603或M624引信（兩者只在單衝式模式下操作）的地雷並因而受困。回收坦克或救助受害者的企圖亦會因為被裝上了M608引信、先前曾被駛過而現在以單脈衝模式操作的地雷，以至包含M15反坦克地雷的地雷陣中通常包括的各種反步兵地雷，比如M14地雷和M16地雷（彈跳貝蒂）所阻撓。雙脈衝引信的另一個好處是，它們給地雷一定程度的保護，使用爆炸超壓或除雷滾輪系統清除技術將地雷排除掉。

## 技術指標
- 重量：14.3千克
- 炸藥含量：10.3公斤B炸药
- 直径：333毫米
- 高度：150毫米
- 操作壓力：160〜340公斤（裝上M603壓力引信）

## 使用國
美國持有該反坦克地雷的大量庫存。在1984年大約存儲有1,904,000枚M15反坦克地雷，其中約70％為現役的。

## 流行文化
M15反坦克地雷在2005年第一人称射击游戏《戰地風雲2》以及2011年續作《戰地風雲3》、2013年續作《戰地風雲4》中三度以反坦克地雷之姿出現，其中除了美国海军陆战队以外，也被其他陣營所使用。

## 資料來源
1. ↑  .   [2015-04-16]. （原始内容存档于2014-02-21）.

## 外部連結
- （英文）—Military Analysis Network—M15, M19 and M21 Anti-Tank (AT) Mines （页面存档备份，存于）
- （英文）—GlobalSecurity.org—FM 20-32 CHAPTER 5 （页面存档备份，存于）